# Antonio Fluvian de Riviere
Antonio Fluvian de Riviere (Spagna, ... – Rodi, 29 ottobre 1437) è stato un cavaliere medievale spagnolo, Gran Maestro dell'Ordine di Malta dal 1421 fino alla sua morte.

## Biografia
Antonio Fluvian de Riviere era di origini spagnole, e più precisamente della Catalogna, ove nacque in data sconosciuta.
Di lui si sa che prima della sua elezione a Gran Maestro era stato Gran Priore dell'Isola di Cipro e che qui aveva curato le relazioni diplomatiche tra il re di Cipro ed il sultano ottomano, unendo poi le forze dell'Ordine nella difesa dell'Isola di Rodi che venne attaccata dai Turchi.
Eletto Gran Maestro dell'Ordine nel 1421, vista la situazione finanziaria dell'Ordine, egli provvide personalmente a saldare alcuni debiti contratti dall'organizzazione e implementò le casse dei cavalieri ospitalieri cercando col denaro ottenuto di stabilire nuove regole per il mantenimento della disciplina religiosa nell'Ordine.
Morì a Rodi nel 1437.